# Epaena
Epaena is een geslacht van vlinders van de familie venstervlekjes (Thyrididae).

## Soorten
- E. candida Whalley, 1971
- E. danista Whalley, 1971
- E. inops (Gaede, 1917)
- E. pellucida Whalley, 1971
- E. radiata (Warren, 1908)
- E. trijuncta (Warren, 1898)
- E. vocata Whalley, 1971
- E. xystica Whalley, 1971